# 智頭町立智頭小学校

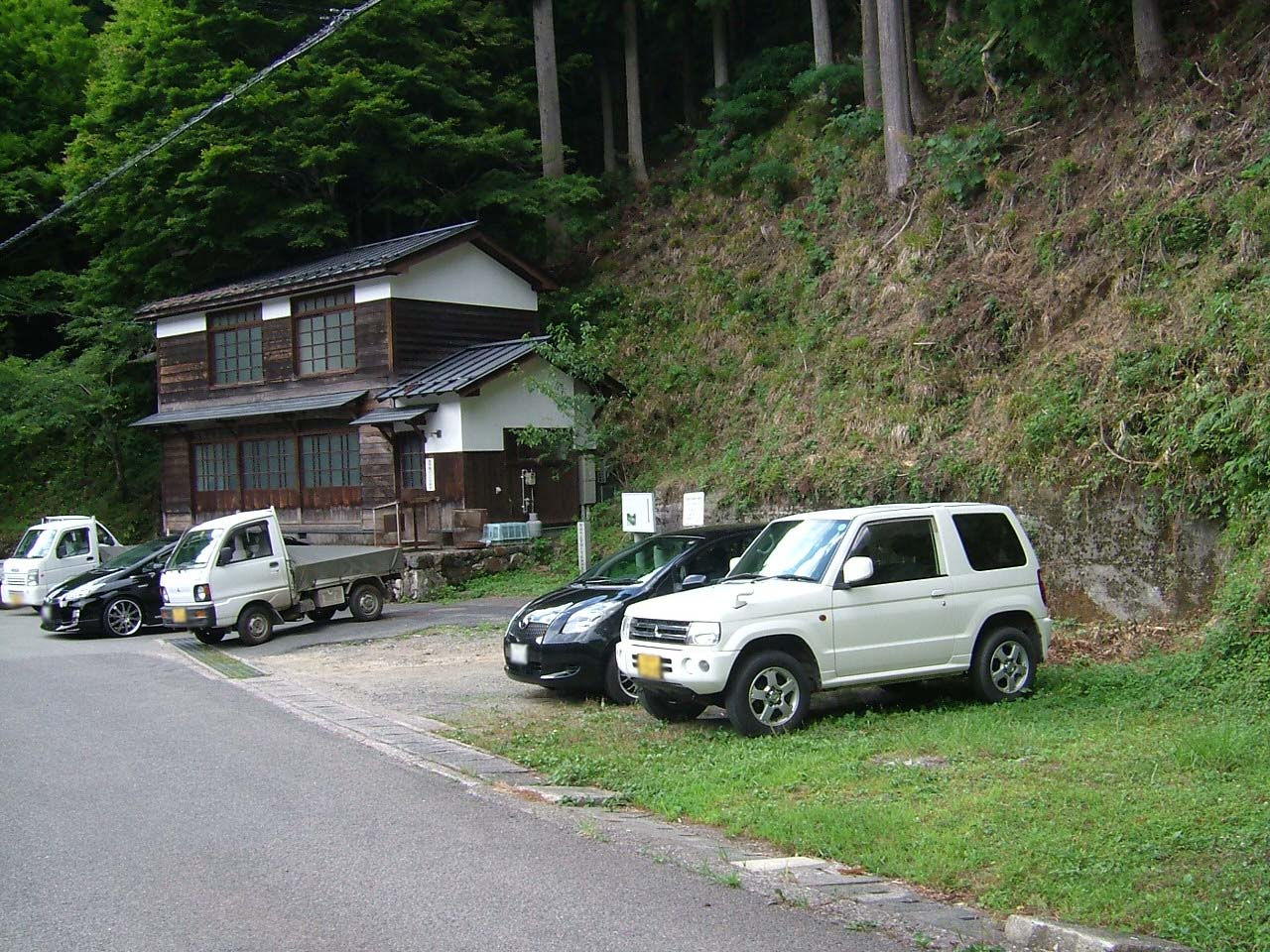
旧板井原分校

智頭町立智頭小学校（ちづちょうりつ ちづしょうがっこう）は、鳥取県八頭郡智頭町智頭にある公立小学校。
2012年3月に智頭町内の小学校6校が閉校・統合され、4月から新しい智頭小学校が開校。

## 沿革
智頭小学校（旧）
- 1874年（明治7年）11月 - 智頭学校を開設[1]。
- 1875年（明治8年）10月 - 湯屋支校を開設。
- 1876年（明治9年）4月 - 本折支校を開設。
- 1877年（明治10年）5月 - 本折支校を廃止。
- 1880年（明治13年） - 南方支校を開設。
- 1882年（明治15年）9月 - 湯屋支校を市瀬分校と改称、南方支校を分校に改称。
- 1887年（明治20年）頃 - 智頭尋常小学校と改称。市瀬・南方分校が簡易小学校となる。本折・板井原簡易小学校を開設。
- 1892年（明治25年） - 市瀬・南方・本折・板井原簡易小学校を廃止。分教室となる。
- 1897年（明治30年）頃 - 市瀬・南方分教室を廃止。
- 1898年（明治31年）頃 - 本折・板井原分教室が分校となる。
- 1906年（明治39年） - 本折分校を廃止。
- 1909年（明治42年）4月 - 高等科を設置し智頭尋常高等小学校と改称。
- 1938年（昭和13年）9月 - 高等科を分離し智頭実業専修学校へ統合。智頭尋常小学校と改称。
- 1941年（昭和16年）4月1日 - 国民学校令により智頭国民学校と改称。
- 1947年（昭和22年）4月1日 - 学制改革により智頭町立智頭小学校と改称。
- 1980年（昭和55年）3月  - 板井原分校を休校。
- 2012年（平成24年）3月24日 - 閉校式挙行。

智頭小学校（新）
- 2012年（平成24年）4月 - 旧智頭・山形・山郷・富沢・土師・那岐小を統合し、旧智頭小を統合校舎として新・智頭小学校が開校。

## 通学区域
- 智頭町全域

## 進学先中学校
- 智頭町立智頭中学校

## アクセス
鉄道
- JR因美線・智頭急行 智頭駅より1 km。

バス
- 智頭駅前：智頭町民すぎっ子バス芦津・山郷線「小学校前」下車。